# Manœuvre de Jendrassik

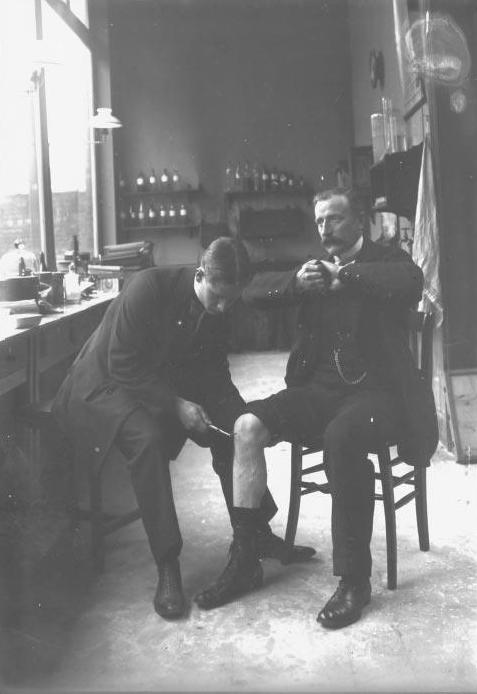
Pratique de la manœuvre de Jendrassik pour faciliter le déclenchement du réflexe rotulien.

La manœuvre de Jendrassik, mise au point par le Hongrois, Ernő Jendrassik (né en 1858 - mort en 1921), est une manœuvre consistant à demander au sujet de tirer latéralement sur ses deux mains réunies entre elles par les doigts mis en griffe (mains crochetées), pendant qu'on percute le tendon rotulien.
Cette manœuvre est destinée à permettre le relâchement total de l'ensemble de l'organisme sauf des muscles des membres supérieurs qui effectuent ce geste. Finalement l'individu ne se concentre que sur ce mouvement et ne pense plus aux autres parties de son corps, ce qui facilite ou renforce le réflexe rotulien et autres réflexes du membre inférieur. 
Le mécanisme exact est controversé. Parmi les différents modèles théoriques proposés : durant cet effort, les réflexes myotatiques ne sont pas inhibés, ce qui permet momentanément l'activation de l'ensemble du système des motoneurones Gamma responsable de l'innervation des fuseaux neuromusculaires augmentant ainsi la sensibilité à l'étirement tendineux,.